# Bloodline Champions
Bloodline Champions (BLC) es un juego basado en arenas gratuito (PvP) desarrollado por la compañía sueca Stunlock Studios y distribuido por Funcom usando Microsoft XNA. Bloodline Champions ganó ambos "GOTY (Juego del año" y "Ganador XNA" en los Swedish Game Awards de 2009. El juego fue oficialmente lanzado en los Estados Unidos el 13 de enero de 2011.
En este juego, los jugadores están divididos en dos equipos (Caliente y Frío) de hasta cinco jugadores por equipo. El objetivo es diferente dependiendo del modo de juego, desde "el último que quede en pie" hasta "capturar la bandera" o "controlar el punto del mapa".